# Torniquete

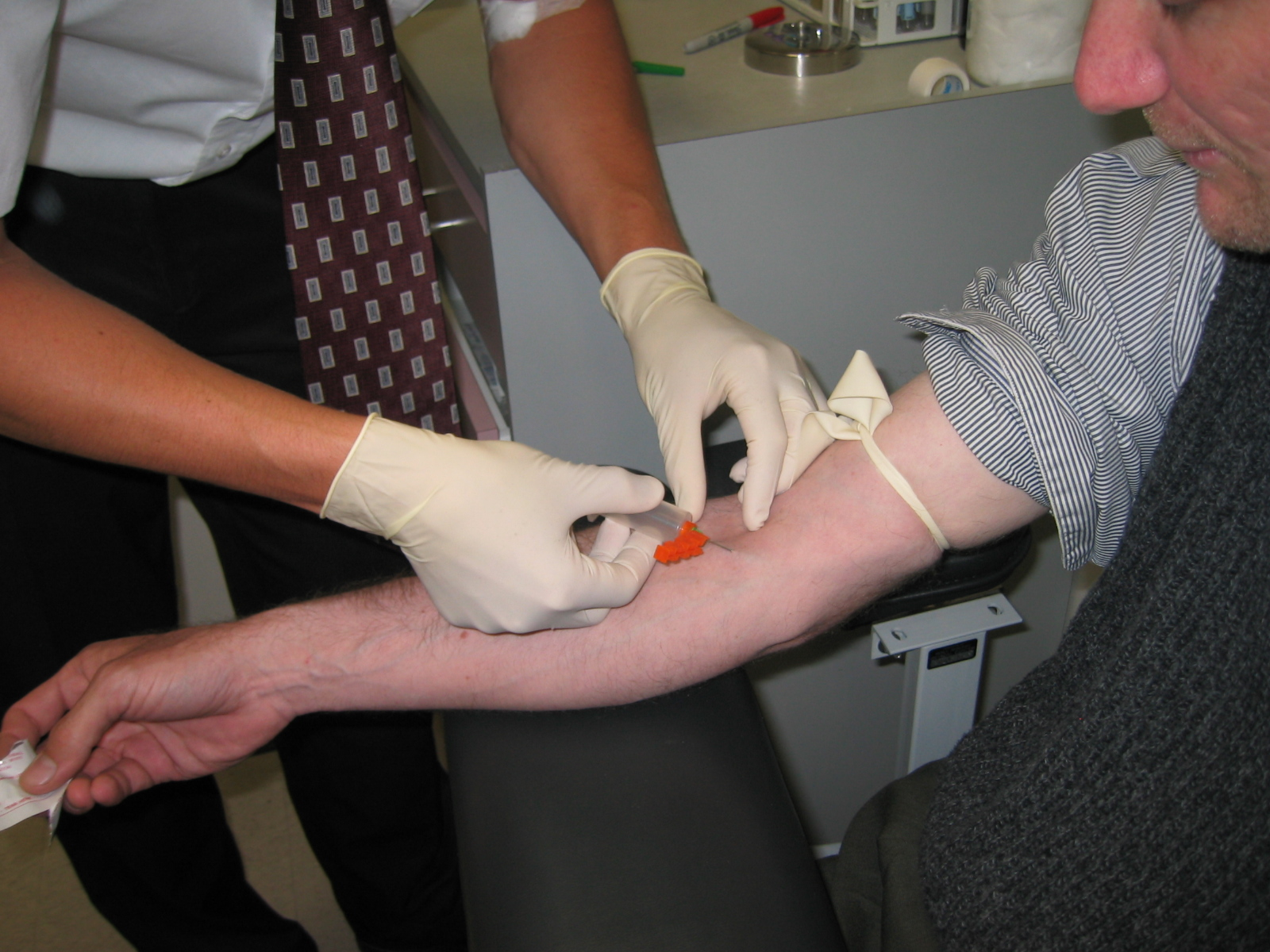
Torniquete de hule en un brazo para realizar una venopunción

El torniquete, compresor elástico, tortor, banda elástica o brazalete de presiones es un instrumento médico de primeros auxilios utilizado para comprimir una vena, por diferentes motivos, para detener una hemorragia, o para diferenciar una vena o vaso para extraer sangre.

## Usos

### Detención de hemorragias (sangrados)
Se usa para detener hemorragias de heridas, ya sean por cortes, amputaciones o  disparos de armas de fuego en las extremidades.

### Extracción de sangre venosa
Este uso se refiere a la banda elástica que suele ser utilizada en la extracción de sangre venosa (de la región cubital del brazo). Su función es detener el fluido sanguíneo del brazo para resaltar las venas y de este modo facilitar la localización de la vena a la cual se le extraerá la sangre.
Al utilizar este instrumento, el médico o el enfermero deberán tener ciertas precauciones, la primordial sería: después de insertar la aguja o Vacutainer, retirar inmediatamente el torniquete para evitar lisis de los glóbulos rojos pertenecientes de la sangre.